# Macrófago alveolar cargado de lípidos

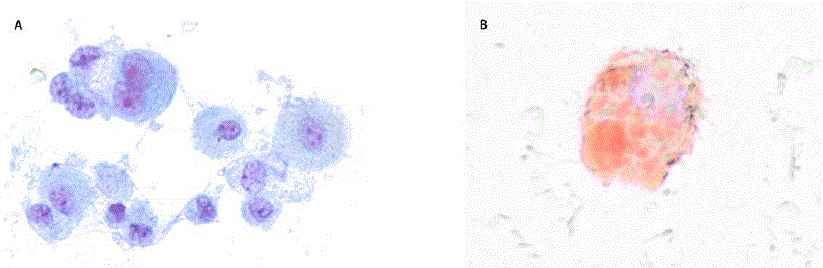
Macrófagos alveolares cargados de lípidos en un caso de daño pulmonar asociado al cigarrillo electrónico. A la izquierda: tinción de Papanicolau; a la derecha: tinción de Aceite Rojo O.

Los macrófagos alveolares cargados de lípidos o células espumosas pulmonares, son células encontradas en muestras de lavado broncoalverolar que muestran macrófagos conteniendo depósitos de lípidos (grasas). El contenido lipídico de los macrófagos puede ser demostrado utilizando una tinción de lípidos como Aceite Rojo O o Nile red. Los niveles altos de macrófagos alveolares cargados con lípidos  están asociados con varias affeciones respiratorias, que incluyen, tabaquismo crónico, reflujo gastroesofágico, neumonía lipoidea, embolia grasa,  proteinosis alveolar pulmonar y aspiración pulmonar. Se han reportado casos de daño pulmonar asociado a cigarrillos electrónicos en los que se han encontrado macrófagos alveolares cargados de lípidos.
El índice de macrófagos cargados de lípidos (LLMI) puede ser calculado contando 100 macrófagos en una muestra de lavado broncoalveolar tratada con una tinción que demuestre lípidos y puntuando cada macrófago de 0 a 4 basado en la cantidad de presente de lípidos en la célula. Una LLMI con puntuación mayor que 100 está considerado positivo para aspiración pulmonar. Aun así, la prueba está limitada por su baja reproducibilidad y especificidad para la aspiración pulmonar, ya que estas células están presentes en muchas otras patologías.